# Józef Markow

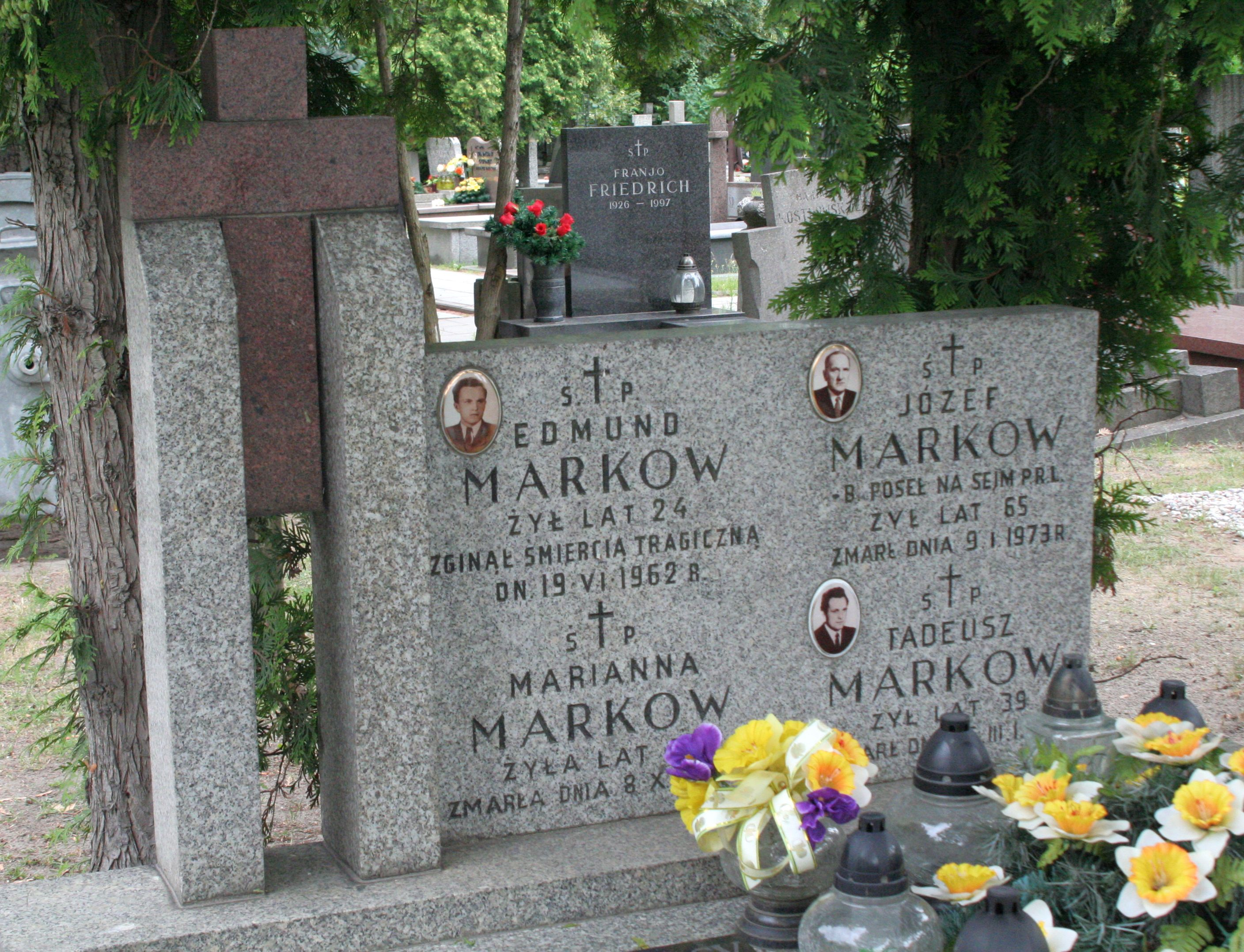
Grób Józefa Markowa i jego rodziny na Cmentarzu Wojskowym na Powązkach w Warszawie

Józef Markow (ur. 2 stycznia 1908, zm. 9 stycznia 1973) – polski murarz, brygadzista i stachanowiec, poseł na Sejm PRL I kadencji.

## Życiorys
Syn Teodora. Był warszawskim murarzem, pracował m.in. na Muranowie. Należał do Polskiej Zjednoczonej Partii Robotniczej. W 1952 uzyskał mandat posła na Sejm PRL I kadencji w okręgu Warszawa. Zasiadał w Komisji Gospodarki Komunalnej i Mieszkaniowej.
Odznaczony Orderem Sztandaru Pracy I klasy (1949) i Medalem 10-lecia Polski Ludowej (1955).
Pochowany na cmentarzu Powązki Wojskowe w Warszawie (kwatera G-6-23).